# La Catrina

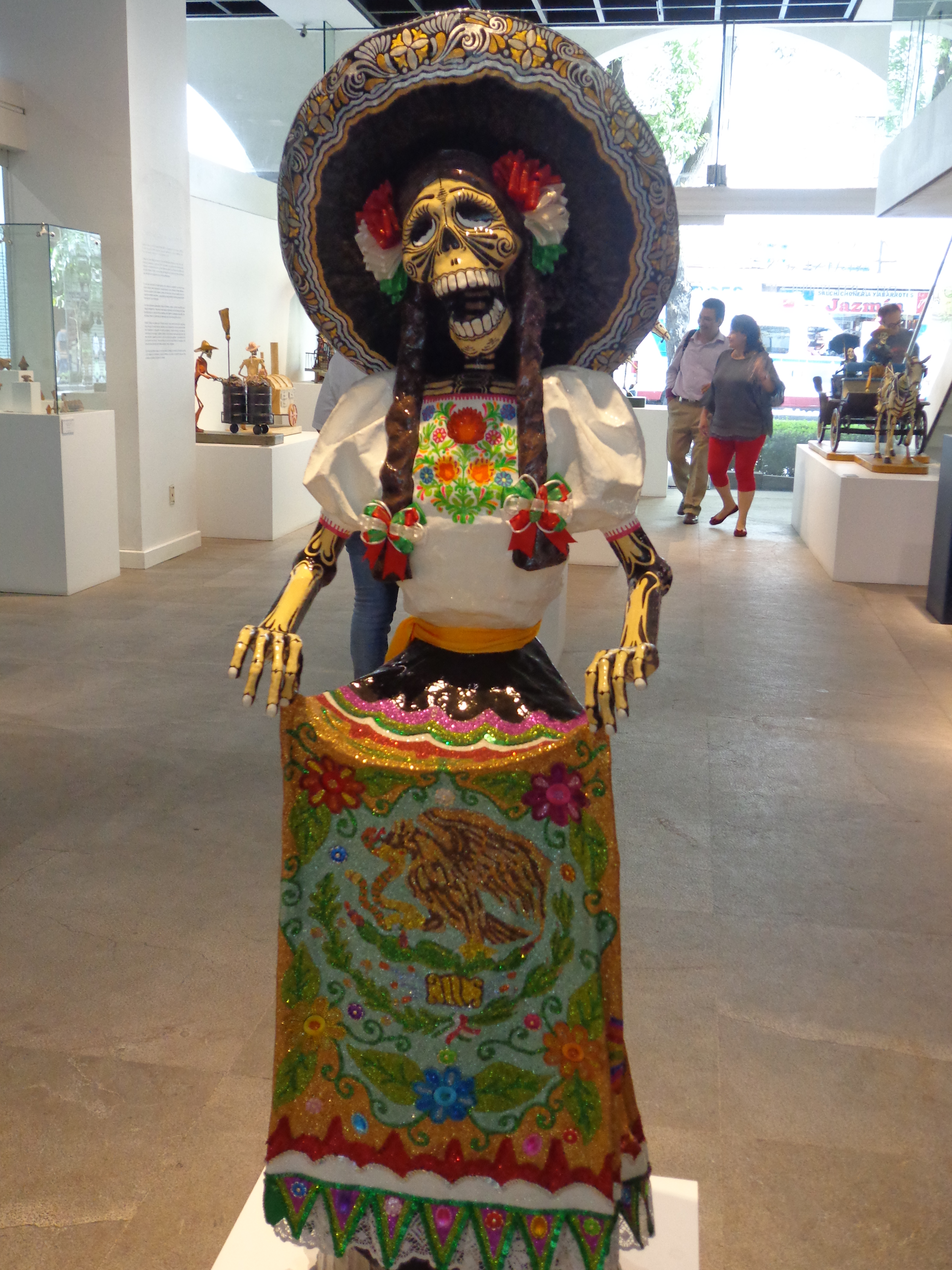
La Catrina-bábu

La Catrina egy mexikói bábu, népi figura, díszes női népviseletbe öltöztetett csontváz formájában; eredetileg José Guadalupe Posada alkotása.

## Története és jelentése
Eredetileg José Guadalupe Posada karikatúra-művész Calavera de la Catrina („Az elegáns hölgy koponyája”) című festménye volt, amelyet Mexikó felső társadalmi osztályának metaforikus ábrázolása céljából alkotott. A név eredete a mexikói spanyol catrín, -na melléknév, melynek jelentése a bizalmas nyelvben ’elegáns’, ’jól öltözött’.

## Szerepe a népszokásokban
A mexikóiak a hagyomány szerint gúnyt űznek a halálból és szórakoznak rajta. Elég sokféle ábrázolása megjelent, különösképpen a 20. századtól, mint például a Don Juan Tenorio spanyol színdarab Zorrillától, ábrák José Guadalupe Posadától, a korszakot jelképező nagy táncok, szatírák, halálfejek, de anélkül, hogy elveszne a korszak magasztossága és miszticizmusa.

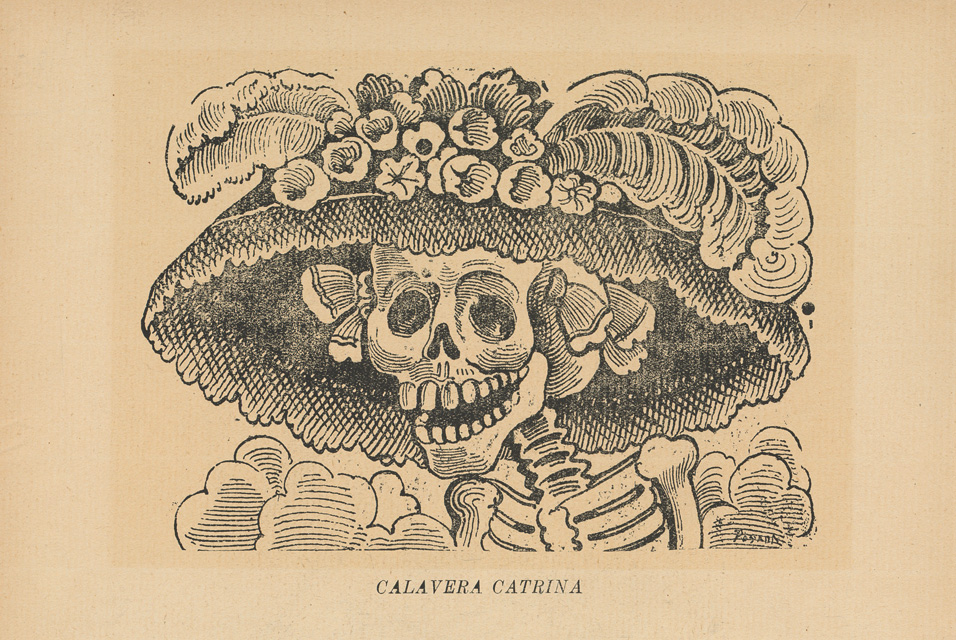
José Guadalupe Posada eredeti alkotása

A mexikói népi hagyományok alapján La Catrina vagy a „halál” különböző formákban mutatkozhat. Valamikor vidám, kidolgozott külsőbe öltöztetve, szórakozni vágyik és flörtöl a halandókkal. Máskor csontváz formájában jelenik meg készen állva arra, hogy elvigye az embert, amikor legkevésbé számítana rá. Mindazonáltal, a mexikóiak La Catrinához fűződő viszonyát egy sor olyan körülmény határozza meg, amely bensőséges kapcsolatban áll Mexikó történelmével és kultúrájával, ezáltal nélkülözhetetlen „vendégnek” számít a fontos alkalmakkor, mint például a november 2-án ünnepelt halottak napja (Día de los Fieles Difuntos vagy Día de los Muertos). E hagyomány szerinti hiedelem, hogy a halál, pontosabban megboldogultjaink emléke, identitásérzetet ad az embereknek, és segíti meggyökeredésüket a mexikói kultúrában. E „magasztos és örökkévaló társat” paradox módon az élet örömeivel is asszociálják a halál fenyegető közelsége előtt. La Catrina így sajátos mosolyával arra biztatja az embereket, hogy ragadják meg az alkalmat, és a zenén, a táncon keresztül találják meg az élet értelmét. Kettős léte azt sugallja, hogy az élet itt van, most van és örökké tart, ahogyan a zene és a művészetek.

## Fordítás
- Ez a szócikk részben vagy egészben a La Catrina című spanyol Wikipédia-szócikk fordításán alapul.  Az eredeti cikk szerkesztőit annak laptörténete sorolja fel. Ez a jelzés csupán a megfogalmazás eredetét és a szerzői jogokat jelzi, nem szolgál a cikkben szereplő információk forrásmegjelöléseként.
- Ez a szócikk részben vagy egészben a Catrina című angol Wikipédia-szócikk fordításán alapul.  Az eredeti cikk szerkesztőit annak laptörténete sorolja fel. Ez a jelzés csupán a megfogalmazás eredetét és a szerzői jogokat jelzi, nem szolgál a cikkben szereplő információk forrásmegjelöléseként.

## Külső hivatkozások
- Képek La Catrináról
- José Guadalupe Posada: La Catrina apja Archiválva 2008. július 6-i dátummal a Wayback Machine-ben
- Día de los Muertos